# 没有你 (演说)
“没有你”（羅馬化：Bez vas），是在俄罗斯全面入侵乌克兰期间的2022年9月11日，第六任烏克蘭總統弗拉基米尔·泽连斯基在Telegram和Facebook等社交媒体平台上发表的演说。

## 背景

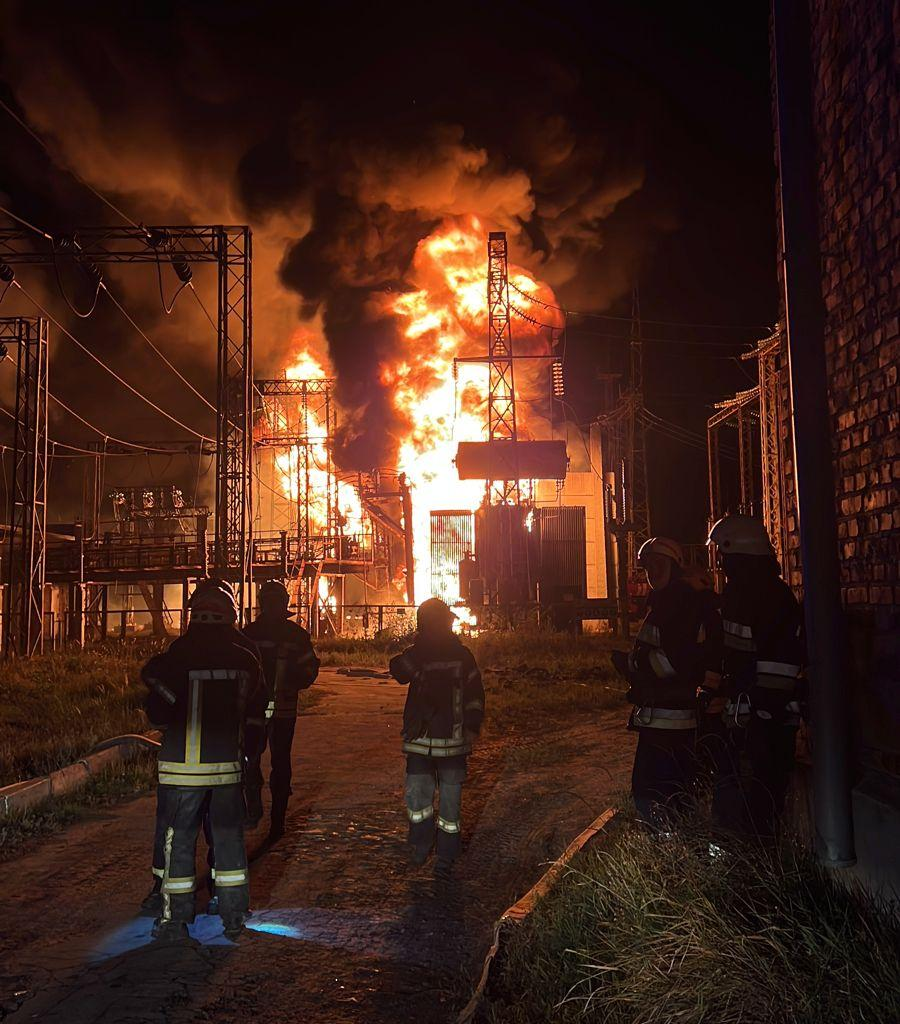
乌克兰消防员在扑救哈尔科夫第五热力发电厂遭俄军袭击引发的大火

2022年2月24日，俄乌战争迈入第9年，俄罗斯对乌克兰发动全面侵略战争。在入侵的头几日，俄罗斯军队从多个战线向乌克兰领土纵深推进了相当长的距离，但乌克兰武装部队在北部将俄军迅速击退，并从其他战线发起反攻。
在全面入侵的第200天且是乌克兰武装部队从9月6日至12日发动的斯洛博占斯基攻势的第6天，俄军发射巡航导弹空袭了乌克兰最大的热力发电厂之一——哈尔科夫第五热力发电厂，导致部分切断了几个地区的电力供应。名为“没有你”的演说就是对这一袭击的回应。

## 演说稿
以下是演说结尾部分的摘录。

Ви досі думаєте, що ми «адін народ»?
Ви досі думаєте, що зможете нас налякати, зламати, схилити до поступок?
Ви справді так нічого й не зрозуміли?
Не зрозуміли, хто ми? За що ми? Про що ми?
Читайте по губах: Без газу чи без вас? Без вас.
Без світла чи без вас? Без вас.
Без води чи без вас? Без вас.
Без їжі чи без вас? Без вас.
Холод, голод, темрява й спрага — для нас не так страшно й смертельно, як ваші «дружба й братерство».
Але історія все розставить по місцях.

І ми будемо з газом, світлом, водою та їжею.. і БЕЗ вас!
中文翻译：
|  | 你以为我们还是“一个民族”吗？ 你还以为你能恫吓我们、打垮我们、逼迫我们让步吗？ 你真的什么都不懂吗？ 你不明白我们是谁？我们是为了什么（而战）？我们在谈论什么？ 给我听好了： 没有天然气还是没有你？没有你。 没有灯光还是没有你？没有你。 没有水还是没有你？没有你。 没有食物还是没有你？没有你。 寒冷、饥饿、黑暗和干渴对我们来说并不如你的“友谊和兄弟情”那么可怕和致命。 但历史会把一切都放到它恰当的位置上。 我们将有燃气、灯光、水和食物…… 但没有你！ |

## 反应
“没有你”演说已经成为乌克兰抵抗俄罗斯军事占领的决心的象征之一。演说发表后，乌克兰人中立即掀起了一场网上快闪运动：发布带有 #БезВас （#没有你）话题标签的帖子。
大西洋理事會的分析师彼得·狄更生（Peter Dickenson）将泽连斯基在这次演说中的言辞与温斯顿·丘吉尔的言辞相提并论，Obozrevatel网站的分析师谢尔盖·兹维格良尼奇（Сергій Звиглянич）则将其与《乌克兰不是俄罗斯》和“摆脱俄国佬！”的论述进行了类比。
2022年11月17日，英国驻乌克兰大使梅琳達·西蒙斯在基辅因另一次空袭而停电后使用了“没有你”这一表述。在她发布的照片中，有这场战争的另一个象征：一枝棉花。
记者们也开始在新闻材料中使用“没有你”这一短语，并提供在面对频繁停电和其他市政服务中断的情况下如何成功过冬的建议。乌克兰媒体将短语“没有你”应用于俄罗斯退出粮食协议，而该短语也被认为用来形容赫尔松解放后的生活相当合适。除此之外，“没有你”一句和演说中的一段较长的段落也被摘录下来用于制作周边商品。
弗拉基米尔·普京的新闻秘书德米特里·佩斯科夫表示，对乌克兰关键基础设施的袭击是为了迫使乌克兰当局回到谈判桌上。
2022年11月23日，在乌克兰能源基础设施遭到大规模导弹袭击后，摩尔多瓦大部分地区停电。停电促使摩尔多瓦人加入了“没有你”的快闪抗议。

## 后续
在这一演说发布之后，俄罗斯继续对乌克兰各地的关键基础设施发动袭击，试图迫使乌克兰同普京政权进行有利于后者的谈判。2022年末，乌克兰多地一度因袭击而被迫采取轮番停电措施。但至2023年初，随着西方在俄国对乌克兰民用基础设施袭击后援助了更多的防空系统，乌克兰多数地区的轮番停电措施已经取消。2023年4月11日，乌克兰开始恢复对其他欧洲国家的电力出口。
乌克兰未有理会俄国关于承认其侵占乌克兰领土合法性的谈判要求。

## 备註
1. ↑  因电力设施受损而不能提供照明。
2. ↑  指电力。
3. ↑  第二任乌克兰总统列昂尼德·库奇马的著作。
4. ↑  20世纪20年代到30年代的乌克兰诗人米科拉·赫维廖维和第五任乌克兰总统彼得·波罗申科都提出过这个口号。